# Климов, Борис Викторович
Борис Викторович Климов (род. 1932) — советский футболист, вратарь.

## Биография
Борис Климов родился в 1932 году.
Играл в футбол на позиции вратаря. Начал карьеру в 1957 году в составе ашхабадского «Колхозчи», выступавшего в классе «Б» чемпионата СССР. Провёл 20 матчей, пропустил 30 мячей.
В 1958 году перешёл в ташкентский «Пахтакор». В сезоне-58 пропустил 5 мячей в 19 поединках класса «Б». В 1959 году также сыграл 19 матчей, пропустил 29 голов.
В сезоне-60, когда «Пахтакор» выступал в классе «А» чемпионата СССР, провёл 27 поединков, пропустил 31 мяч. Парировал три пенальти: от Александра Соколова из московского «Динамо», Николая Королёва из харьковского «Авангарда» и Леонида Остроушко из алма-атинского «Кайрата».
В 1962 году сыграл за «Пахтакор» 6 матчей в классе «Б», пропустил 8 мячей.
В 1963 году выступал на том же уровне за ташкентский «Политотдел», пропустил 14 голов в 20 поединках.